# Annika Fröwis
Annika Fröwis (* 18. Mai 1994) ist eine Persönlichkeit des österreichischen Schachsports. Sie ist als Schachspielerin, -trainerin, -funktionärin und Schiedsrichterin tätig. Neben ihrer Schachkarriere ist sie seit Anfang 2024 als Projektkoordinatorin an der Universität Wien aktiv.

## Leben
Annika Fröwis stammt aus Lustenau im österreichischen Bundesland Vorarlberg. Ihre Schulbildung erlangte sie im Sacré Coeur Riedenburg in Bregenz. 2012 begann sie ihr Lehramtsstudium an der Universität Wien, das sie Ende 2023 für die Fächer Geographie und Wirtschaftskunde sowie Biologie und Umweltkunde abschloss. Seit Jänner 2024 arbeitet sie in der Arbeitsgruppe ENGAGE – Geomorphologische Systeme und Risikoforschung am Institut für Geographie und Regionalforschung der Universität Wien. Sie koordiniert dort unter anderem das Projekt EUMA zum Aufbau eines Netzwerks für ein europäisches Masterstudium für Katastrophenrisikomanagement.

## Schachkarriere
Annika Fröwis erlernte das Schachspiel bereits in früher Kindheit von ihrem Vater. Sie errang bereits in den Jugendbewerben zahlreiche Medaillen, unter anderem im Zeitraum von 2001 bis 2012 achtmal Gold bei den Österreichischen Meisterschaften in den Klassen U8, U10, U12, U14 und U18. 2005 gewann sie in der Klasse U12 den Titel der EU-Meisterin. International war der 10. Platz bei der Jugend-EM in der Klasse U18 2012 in Prag ihr größter Erfolg, 2011 wurde sie bei der U18-WM 24. An beiden Turnieren nahm sie je viermal teil.
Ihre Stammvereine waren zunächst Lustenau, Bregenz und der SV Korneuburg, und seit 2016 der SC Donaustadt in Wien. Zudem war und ist sie in unterschiedlichen Vereinen als Gastspielerin tätig. So gewann sie in der Saison 2014/15 mit dem SK Dornbirn die österreichische Schachbundesliga der Frauen. Seit 2023 spielt sie auch in der kroatischen Liga für den SD Sisak.
Im Schnellschach wurde Annika Fröwis bereits 2007 Staatsmeisterin. An ihrer ersten österreichischen Staatsmeisterschaft im Turnierschach nahm sie 2006 zum ersten Mal teil und errang 2012 ihre erste Medaille in dieser Disziplin: sie wurde bei den Frauen Dritte hinter Eva Moser und Anna-Christina Ragger. Mit Stand Juni 2025 hat Annika Fröwis insgesamt 24 Medaillen bei Staatsmeisterschaften zu Buche stehen. Insgesamt ist sie zehnfache Staatsmeisterin: einen Titel errang sie 2022 im Turnierschach, vier im Schnellschach, drei im Blitzschach und zwei im Team (jeweils einmal Turnier- und Blitzschach).
Annika Fröwis gehört mit Stand Juni 2025 dem Damen-Nationalkader an. Zunächst trainierte sie unter Siegfried Baumegger und danach unter Dawit Schengelia. Für die österreichische Nationalmannschaft spielt sie seit 2012 regelmäßig beim Mitropapokal der Frauen: 2018 belegte sie beim Turnier in Isola di Capo Rizzuto mit dem österreichischen Team den 2. Platz hinter Deutschland. Außerdem nahm sie 2018 an der Schacholympiade in Batumi teil, wobei sie an Brett 4 für Österreich spielte. 2016 wurde sie FIDE-Meister der Frauen (WFM). 2021 und 2023 nahm Annika Fröwis jeweils an der Team-EM teil und ist auch in Einzelbewerben regelmäßig bei Turnieren auf europäischer Ebene am Start. Ihre höchste Elo-Zahl betrug 2155 im April 2023. Mit Stand Dezember 2024 liegt ihre ELO-Wertung bei 2069.
Neben ihrer aktiven Karriere ist Annika Fröwis als Jugendtrainerin, Schiedsrichterin und als Funktionärin beim Österreichischen Schachbund und beim Wiener Schachverband tätig.
Auch ihr älterer Bruder Georg Fröwis ist sehr intensiv im Schachsport tätig: er wurde 2011 und 2016 österreichischer Staatsmeister.
| Jahr | Turnierschach | Schnellschach | Blitzschach | Team Turnierschach | Team Blitzschach |
| 2006 | 8             |               |             |                    |                  |
| 2007 | 10            | 1             |             |                    |                  |
| 2008 | 13            |               |             |                    |                  |
| 2009 | 9             |               |             |                    |                  |
| 2010 | 7             |               |             |                    |                  |
| 2012 | 3             | 8             | 6           | 4                  |                  |
| 2013 | 4             | 5             | 7           | 4                  |                  |
| 2014 | 6             | 4             | 2           | 5                  |                  |
| 2015 | 7             | 1             | 1           | 1                  | 1                |
| 2016 |               | 1             | 2           | 3                  | 2                |
| 2017 | 10            | 5             | 8           | 2                  | 2                |
| 2018 | 8             | 5             | 9           |                    |                  |
| 2019 | 12            | 4             | 2           |                    |                  |
| 2020 | 5             | 3             | 3           |                    |                  |
| 2021 |               | 2             | 1           |                    |                  |
| 2022 | 1             | 1             | 3           |                    |                  |
| 2023 |               | 3             | 6           |                    |                  |
| 2025 |               | 3             | 1           |                    |                  |